# Oficyna Poetów i Malarzy
Oficyna Poetów i Malarzy (ang: Poets' and Painters' Press) – wydawnictwo oraz tłocznia artystyczna założone ok. 1950 w Londynie przez Krystynę i Czesława Bednarczyków. Działało pod adresem 146 Bridge Arch, Sutton Walk, tuż obok pracowni Feliksa Topolskiego. W latach 1950–2005 oficyna opublikowała około 700 książek takich autorów jak m.in. Czesław Miłosz, Stanisław Vincenz, Jan Brzękowski, Tadeusz Różewicz, Marian Pankowski, Mieczysław Paszkiewicz, Danuta Bieńkowska, Józef Wyrwa, Bolesław Kobrzyński, Szymon Laks, Wit Tarnawski, Zofia Reutt-Witkowska, Bonifacy Miązek, Maria Dąbrowska.
Oprócz wydawania książek w latach 1966-1980 Bednarczykowie redagowali „Oficynę Poetów”, kwartalnik literacko-artystyczny publikujący poezję, eseje, krytykę artystyczną oraz opracowania historyczne. 
Archiwum Oficyny zostało – na mocy zapisu testamentowego sporządzonego przez Krystynę Bednarczykową – przekazane w 2012 Uniwersytetowi Jagiellońskiemu.
Nagroda Poetycka im. K. i Cz. Bednarczyków została ufundowana na mocy zapisu testamentowego sporządzonego przez Krystynę Bednarczykową. Wyróżnienie przyznają krakowski oddział Stowarzyszenia Pisarzy Polskich oraz Wydział Polonistyki Uniwersytetu Jagiellońskiego za zbiór wierszy wydany w poprzednim roku, bliski ideom i myślom przewodnim działalności kulturalnej londyńskiej Oficyny Poetów i Malarzy